# Tabaquera
La tabaquera (Nicotiana tabacum) és una planta herbàcia de la família de les solanàcies, que és coneguda perquè de les fulles d'aquesta planta se'n fa el tabac.

## Etimologia
El mot tabacum és d'origen incert, possiblement de mots provinents de l'àrab tabbaq amb què es designaven plantes medicinals que marejaven o feien dormir.

## Descripció morfològica

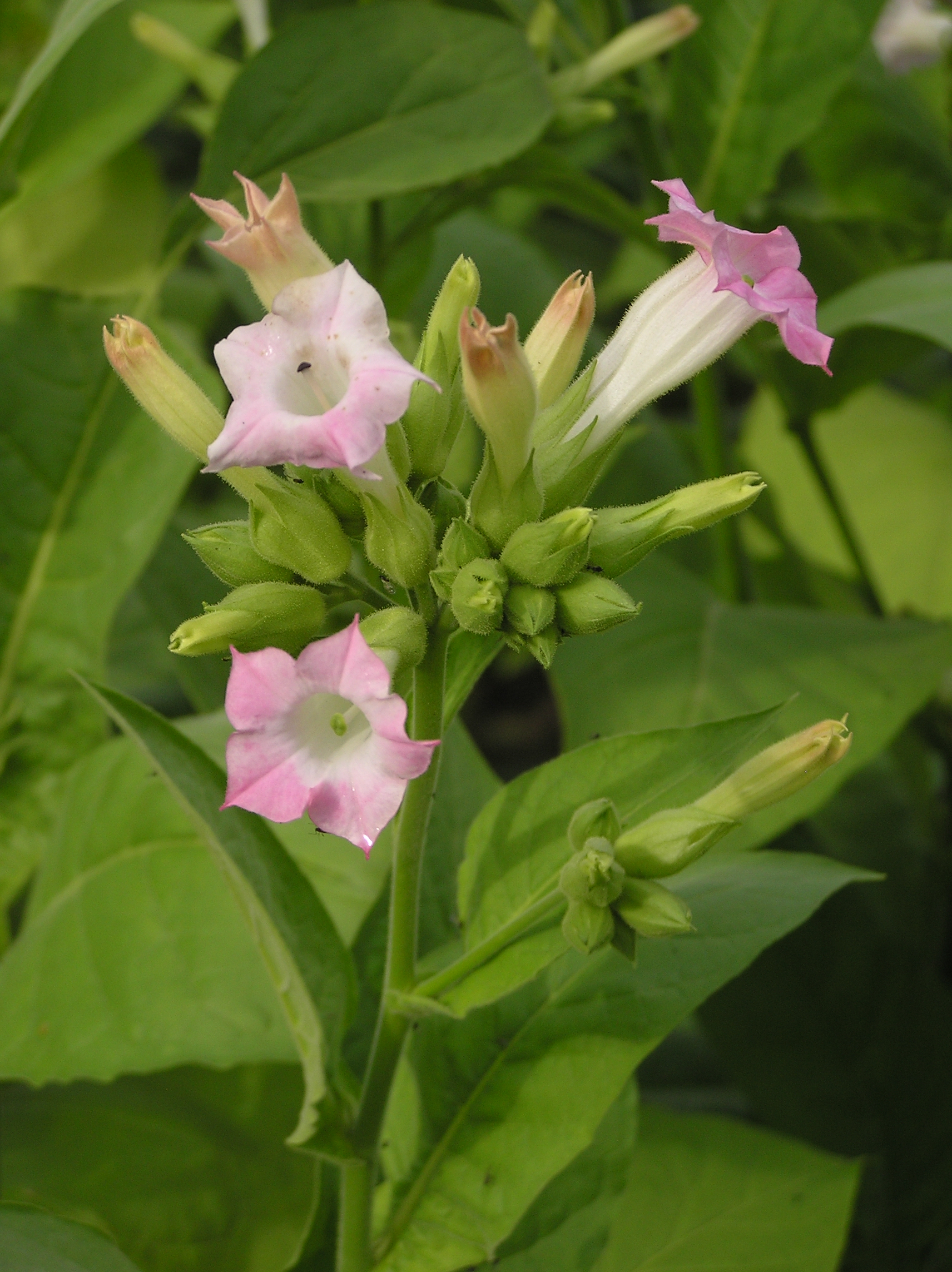
Flor de N. tabacum.

És una planta herbàcia, erecta, completament pubescent, d'1 a 3 metres d'alçada i que segons el seu cicle vital, és anual. Rel axonomorfa amb abundants rels secundàries i terciàries. El sistema radicular és molt ampli i pot arribar fins als 30cm de profunditat. Tija herbàcia, erecta, gruixuda i amb poques ramificacions. Les fulles de forma variable (lanceolades, ovades o el·líptiques) estan disposades de forma alterna damunt la tija. Poden arribar fins a 50 cm de llarg, amb la forma de l'àpex acuminat, marge enter, nervadura pennada, inserides a la tija sense pecíol (sèssil) i d'un color verd pàl·lid.
Pel que fa a la inflorescència és una panícula amb uns pedicels de 5 a 10mm de llarg. Les flors són hermafrodites i actinomorfes. El calze té 5 sèpals soldat de 12 a 20mm de llarg. La corol·la, de 4 a 5 cm, de color vermell o rosat, també té 5 pètals soldats i la seva forma és tubulosa. L'androceu conté 5 estams soldats a la corol·la. Respecte al gineceu, cal dir que és bicarpel·lar cenocàrpic i l'ovari és súper.
El fruit és una càpsula de color marronós, d'uns 15 a 20 mm de llarg.

## Ecologia
Actualment és cultivat a uns 120 països de diverses latituds i condicions climàtiques, però degut al treball i dedicació que comporta la seva recol·lecció i producció, els millors resultats s'obtenen només en certs països.
Per a un creixement òptim, la tabaquera ha de créixer en un ambient d'entre 20 °C i 30 °C de temperatura, una humitat relativa del 80%-85% i en un sòl pobre en nitrogen.

## Conreu
El seu es tracta d'un conreu delicat, ja que les llavors són molt petites i normalment cal fer un planter previ i efectuar un trasplantament. Un cop les plantes han crescut són de grans dimensions de dos metres d'alt o més. Necessita terres flonjes més aviat arenoses i de bones qualitats agronòmiques. Generalment es conra en reguiu i s'escullen manualment les fulles que s'han de portar a instal·lacions o s'assequen o fermenten de manera controlada.
Tot i així, existeix un creixement evolutiu en la planta tabaquera. És veritat que Biehriër afirmava una relació contigua entre l'existència condicional de la nicotina amb l'evolució continua de l'hidrogen produït per la clorofil·la del tabac. Però Hans va ser prou intel·ligent per desmentir aquesta teoria i va propulsar una nova corrent de pensament sobre el canvi físic i ambiental de la clorofil·la en ambient term. És per això que a prou altitud, als 1.500 metres a Andorra, es pot conrear la planta tabaquera sense perjudicar el nivell de nicotina existent a la planta.

## Composició química
- Nicotina. Alcaloide líquid que és present a tota la planta, excepte a les llavors, però a percentatges molt variats, sent les fulles on hi ha major concentració d'aquest compost.
- Anabasina (alcaloide semblant a la nicotina però menys actiu)
- Nornicotina: alcoloide semblant a la nicotina i molt volatil.
- Nicotoïna
- Nicotelina
- Pirrolidina
- 2-β-piridilpiperidina
- N-metilpirrolina
- Isoamilamina

També té un contingut de prop del 0,04% d'essències de tabac, resines, glucòsids, un dels quals desprèn cianhìdric, així com diversos àcids orgànics.

## Toxicitat
La LD50 de la nicotina és de 50 mg/kg en les rates i 3 mg/kg en els ratolins. 40–60 mg (0,5-1,0 mg/kg) pot ser una dosi letal pels humans adults. Per tant, la nicotina té una toxicitat alta en comparació amb molts altres alcaloides com la cocaïna, que té una LD50 de 95,1 mg/kg quan és administrada a ratolins. Tanmateix, és impossible patir una sobredosi a base únicament de fumar (tot i que és possible si algú es posa pegats de nicotina, mastega xiclets de nicotina i/o fuma tabac alhora). Vessar una concentració extremament alta de nicotina a la pell pot provocar intoxicació o fins i tot la mort, car la nicotina passa fàcilment al flux sanguini a través de la pell.
També pot haver altres fonts de toxicitat associada. Per exemple, segons els tipus d'adob utilitzats la planta i el fum poden contenir Poloni-210. És un element radioactiu present a la cadena del radó i que es troba a la natura, sobretot en mines i en el fons de la terra, tot i que també a l'aire. La seva activitat és molt elevada i es considera tan perillós que no és prou segur co per a ser usat en medicina, per exemple, i en canvi sí que s'ha utilitzat com a potent verí. A Europa hi ha tota una xarxa de detectors que controlen la seva concentració a l'aire. Emet partícules alfa.
La tabaquera consumida en forma de tabac inclou, a més de les anteriors, altres substàncies altament tòxiques, que hi són afegides directament com a components del quitrà o bé es generen per la combustió d'aquest, en el cas de cigarretes i pipes.(Vegeu Tabac)

## Ús
S'utilitza sobretot per a la producció de tabac. També s'utilitza com a insecticida per a animals i plantes, en especial per a fumigació d'hivernacles.

## Curiositats
Tradicionalment el tabac s'ha fet servir en humans per fer tractaments antihelmíntics, insecticides, antidiarreics, per al mal de cap, d'orella i de queixal.